# Ленін Love. Сталін Love.
«Ленін Love. Сталін Love.» — театральна вистава режисера Андрія Жолдака. Прем'єра спектаклю відбулася 29-30 листопада 2008 року та транслювалася у прямому ефірі по Першому національному телеканалу. В основі постановки — роман Василя Барки «Жовтий князь», у якому йдеться про історію родини українських селян Катранників, з якої після зими 1932-1933 років у живих залишається один син — Андрійко.
«Ленін Love. Сталін Love.» — це перше в історії українського театру глибоке осмислення Голодомору 1932-1933 років. Спектакль створений за підтримки Міністерства культури і туризму України та Українського інституту національної пам'яті у рамках загальнодержавної програми з увічнення пам'яті жертв Голодомору. 
У виставі задіяні актори Черкаського академічного обласного українського музично-драматичного театру імені Т.Г. Шевченка. У роботі над постановкою брали участь болгарська художниця Тіта Дімова і російський композитор Володимир Кликов.
|  | Це буде моя, А. Жолдака, відповідь і моє ставлення до Голодомору – геноциду українського народу. Я хочу зробити глибоку шокуючу виставу. У ній будуть використані звірі, багато землі. Я буду бити під дих комуністів, буду бити під дих Леніна, Сталіна, Радянський Союз, сьогоднішню Україну... (Андрій Жолдак, режисер вистави, в процесі підготовки до прем'єри) |

## Сюжет
Навесні 33-го дитина, що вижила, але здичавіла до подоби вовченяти, кидається на зображення Леніна й Сталіна з криками "Це тобі за тата! За маму! За братика! За сестричку!", — і молотить по них цебром. Маленька помста дитини, що вижила.
Після цього Андрійко пірнає в ополонку і дістає із дна чашу — церковну. Її сховали від партійців та їхніх посіпак, коли ті кинулися розоряти сільську церкву. За її порятунок священик та інші селяни поплатилися життям, одержавши по кулі.
Не продав віру за мішок борошна і Мирон Катранник, батько голодної, умираючої родини. А потім також доплатив своїм життям.

## Творчий склад
- Сценарій, режисура, концепція світлового оформлення – Андрій Жолдак
- Сценографія – Тіта Дімова (Софія, Болгарія), Андрій Жолдак
- Художник костюмів – Тіта Дімова
- Музичне оформлення, відеомонтаж - Володимир Кликов (Москва, Росія)
- Асистент режисера-постановника — Іван Орленко
- Асистент проекту — Марина Суконцева (Москва, Росія)
- Художник світла — Микола Коваленко

## Виконавці
Надається за титрами телеверсії:
- Катранник Мирон Данилович — Олександр Кузьмін
- Дарія, його дружина — Наталія Вігран
- Андрійко, Оленка, їхні діти — Віра Климковецька
- Собака Сфінкс, Лисиця — Віра Климковецька
- Отроходін Григорій Гордійович, відповідальний працівник ЦК ВКП (б) — Олександр Кузьменко
- Заступник начальника облГПУ України — Михайло Кондратський
- Шікрятов Михей Овсійович, головний розпорядчик збирачів зерна — Олександр Варун
- Благовіщенко Микита, його помічник Капелька Макар, молодший лейтенант 399-го прикордонного об'єкта — Микола Зайнчківський, Сергій Бобров
- Недоумкуватий і сільський каліка — заслужений артист України Юрій Берлінський
- Калинчук Петро і Священик — Микола Колядко
- Стрілочниця на станції — Олег Телятник
- Баба Марія — заслужений артист України Іван Клименко
- Баба Дуня — заслужений артист України Андрій Жила
- Юзеф, поляк — Микола Глазов
- Світські дами, Секретарки — Ірина Кіндик та Юлія Донська-Гуменна
- Маруся, піонерка — Марія Марущак
- Селяни — заслужені артисти України Тетяна Крижанівська та Любов Скобель, Марія Марущак
- Маска-Музикант (віолончель) — Тетяна Красавіна

## Факти
- Зі слів режисера робоча назва спектаклю була «Ленін Love. Сталін Love. Russia Love.» (також був варіант з «Moscow Love» у кінці назви), однак режисеру порекомендували відмовитися від цих назв з причин політкоректності.

|  | Якби я назвав виставу «Fuck Russia» — питання... що б це було? (Андрій Жолдак натякає про причину відмови від слів Росія та Москва у назві спектаклю) |

- Під час прем'єри спектаклю у Національній опері України був присутній Президент України Віктор Ющенко. «Ленін Love. Сталін Love.» — перша постановка Андрія Жолдака, яку він побачив. Ющенко дав цілком схвальну оцінку постановці і був вражений атмосферою, яку створив режисер, та інженерними рішеннями. Але найбільш його вразило, що вистава здійснена за участю акторів обласного театру.

|  | Якби всі 24 обласних театри поставили по одній постановці про Голодомор, питань на цю тему вже ніколи не виникало б (Віктор Ющенко після перегляду вистави) |

- Через кілька днів після відвідання вистави Президентом Ющенком вийшов його указ про нагородження Андрія Жолдака орденом «За заслуги» III ступеня (за здійснення мистецьких проектів на вшанування пам'яті жертв Голодомору 1932-1933 років в Україні).